# Operatore di traslazione spaziale
L'operatore di traslazione spaziale in meccanica quantistica è un operatore che agisce su uno stato della posizione della particella e lo trasforma in un altro stato della posizione.

## Descrizione
Consideriamo una particella quantistica che si trovi in uno stato ben localizzato nel senso della probabilità intorno alla posizione {\displaystyle {\vec {x}}'} e sia {\displaystyle |{\vec {x}}'\rangle } l'autovettore che rappresenta lo stato in questione. Vogliamo eseguire una trasformazione che trasli questo stato in un altro stato ben localizzato nella posizione {\displaystyle {\vec {x}}'+d{\vec {x}}'}. Per fare ciò introduciamo un operatore: l'operatore di traslazione spaziale infinitesima {\displaystyle T(d{\vec {x}}')} che agisce in modo tale:
(1){\displaystyle T(d{\vec {x}}')|{\vec {x}}'\rangle =|{\vec {x}}'+d{\vec {x}}'\rangle }
Consideriamo uno stato arbitrario {\displaystyle |\alpha \rangle }, l'azione dell'operatore di traslazione infinitesima su questo stato è quello di traslarlo di una quantità {\displaystyle d{\vec {x}}'}:
(2){\displaystyle T(d{\vec {x}}')|\alpha \rangle =T(d{\vec {x}}')\int d^{3}x'\,|{\vec {x}}'\rangle \langle {\vec {x}}'|\alpha \rangle =\int d^{3}x'\,|{\vec {x}}'+d{\vec {x}}'\rangle \langle {\vec {x}}'|\alpha \rangle =\int d^{3}x'\,|{\vec {x}}'\rangle \langle {\vec {x}}'-d{\vec {x}}'|\alpha \rangle }
Vediamo che proprietà deve avere l'operatore di traslazione infinitesima. Innanzitutto lo stato {\displaystyle |\alpha \rangle } deve essere normalizzato a 1, quindi:
{\displaystyle \langle \alpha |\alpha \rangle =\langle \alpha |T^{\dagger }(d{\vec {x}}')T(d{\vec {x}}')|\alpha \rangle =1}
e questo implica che
{\displaystyle T^{\dagger }(d{\vec {x}}')T(d{\vec {x}}')=1}
cioè l'operatore di traslazione infinitesimo deve essere unitario. Inoltre per {\displaystyle d{\vec {x}}'\to 0} il nostro operatore deve eseguire una trasformazione unitaria, cioè deve ridursi all'operatore identità. Infine l'applicazione successiva dell'operatore due volte, cioè eseguire due traslazioni consecutive infinitesime deve portare ad una traslazione somma:
{\displaystyle T(d{\vec {x}}')T(d{\vec {x}}'')=T(d{\vec {x}}'+d{\vec {x}}'')}
Queste proprietà portano alla definizione dell'operatore di traslazione infinitesima:
(3){\displaystyle T(d{\vec {x}}')=I-i{\vec {K}}\cdot d{\vec {x}}'}
dove I è l'operatore identità e {\displaystyle {\vec {K}}=(K_{x},K_{y},K_{z})} è il generatore delle traslazioni spaziali, dato che deve valere anche l'identità:
{\displaystyle T^{\dagger }(d{\vec {x}}')T(d{\vec {x}}')=\left(I+i{\vec {K}}^{\dagger }\cdot d{\vec {x}}'\right)\left(I-i{\vec {K}}\cdot d{\vec {x}}'\right)=I-i({\vec {K}}-{\vec {K}}^{\dagger })d{\vec {x}}'+O(d{\vec {x}}'^{2})\simeq I}
Si trova che il generatore deve essere hermitiano:
{\displaystyle {\vec {K}}={\vec {K}}^{\dagger }}
e questo prova anche che l'operatore {\displaystyle T(d{\vec {x}}')} è un operatore unitario. Inoltre si può verificare che due traslazioni successive:
{\displaystyle T(d{\vec {x}}'')T(d{\vec {x}}')=\left(I-i{\vec {K}}\cdot d{\vec {x}}''\right)\left(I-i{\vec {K}}\cdot d{\vec {x}}'\right)=I-i{\vec {K}}\cdot (d{\vec {x}}''+d{\vec {x}}')=T(d{\vec {x}}'+d{\vec {x}}'')}
Inoltre è ovvio che:
{\displaystyle \lim _{d{\vec {x}}'\to 0}T(d{\vec {x}}')=\lim _{d{\vec {x}}'\to 0}I-i{\vec {K}}d{\vec {x}}'=I}
e inoltre che:
{\displaystyle T(-d{\vec {x}}')=T^{-1}(d{\vec {x}}')}
Per vedere quale sia il generatore delle traslazioni possiamo utilizzare un'analogia con la meccanica classica: eseguiamo cioè una trasformazione canonica infinitesima delle coordinate generalizzate, lasciando invariati gli impulsi:
{\displaystyle {\vec {X}}={\vec {x}}+d{\vec {x}}\,,\,\,\,\,\,{\vec {P}}={\vec {p}}}
La funzione che genera tale trasformazione canonica è:
{\displaystyle \Phi ={\vec {x}}\cdot {\vec {P}}+{\vec {p}}\cdot d{\vec {x}}}
dove {\displaystyle {\vec {x}}\cdot {\vec {P}}} genera una trasformazione identica. Questa funzione generatrice è molto simile alla (3), quindi possiamo supporre che {\displaystyle {\vec {K}}} coincida a meno di un fattore costante con l'impulso. Il fattore costante in questione è la costante di Planck ridotta poiché essa permette all'operatore di essere adimensionale, quindi in definitiva la (3) dice che l'operatore di traslazione infinitesima:
(4){\displaystyle T(d{\vec {x}}')=I-{\frac {i}{\hbar }}{\vec {p}}\cdot d{\vec {x}}'}
Poiché una traslazione finita {\displaystyle \Delta x'} che supponiamo sia sull'asse x può essere considerata come il prodotto di N traslazioni infinitesime {\displaystyle \Delta x'/N}:
{\displaystyle T(\Delta x')=\lim _{N\to \infty }\left(1-{\frac {ip_{x}\Delta x'}{\hbar N}}\right)^{N}=\lim _{N\to \infty }e^{N\ln \left(1-{\frac {ip_{x}\Delta x'}{\hbar N}}\right)}=e^{-{\frac {i}{\hbar }}p_{x}\Delta x'}}

## Traslazioni su assi diversi
Una caratteristica delle traslazioni è che traslazioni successive su assi diversi commutano. Prendiamo per esempio una traslazione prima sull'asse x e successivamente sull'asse y:
{\displaystyle T_{y}(\Delta y')T_{x}(\Delta x')=T(\Delta x'+\Delta y')}
è matematicamente identica ad eseguire prima una traslazione sull'asse y e successivamente sull'asse x:
{\displaystyle T_{x}(\Delta x')T_{y}(\Delta y')=T(\Delta x'+\Delta y')}
cioè traslazioni su assi diversi commutano, sviluppando al secondo ordine l'operatore di traslazione deve risultare:
{\displaystyle \left[T_{x}(\Delta x'),T_{y}(\Delta y')\right]=\left[\left(1-{\frac {ip_{x}\Delta x'}{\hbar }}-{\frac {p_{x}^{2}\Delta {x'}^{2}}{2\hbar ^{2}}}+\dots \right),\left(1-{\frac {ip_{y}\Delta y'}{\hbar }}-{\frac {p_{y}^{2}\Delta y'^{2}}{2\hbar ^{2}}}+\dots \right)\right]=-{\frac {1}{\hbar ^{2}}}[p_{x},p_{y}]\Delta x'\Delta y'+\dots =0}
questo perché le componenti dell'operatore impulso commutano:
{\displaystyle [p_{i},p_{j}]=0}
e queste rappresentano altre relazioni fondamentali di commutazione, che sono anche alla base del principio di indeterminazione di Heisenberg. Infatti come si può verificare facilmente la commutazione tra l'operatore posizione e l'operatore di traslazione spaziale, considerando le componenti:
{\displaystyle -{\frac {i}{\hbar }}[x_{i}p_{j}-p_{j}x_{i}]=\delta _{ij}}
questo vuol dire che:
{\displaystyle [x_{i},p_{j}]=i\hbar \delta _{ij}}
e ciò dimostra che le coordinate e le componenti dell'impulso lungo gli stessi assi non possono essere misurati simultaneamente. Le tre relazioni:
{\displaystyle [x_{i},x_{j}]=0}
{\displaystyle [p_{i},p_{j}]=0}
{\displaystyle [x_{i},p_{j}]=i\hbar \delta _{ij}}
sono chiamate regole di commutazione canoniche quantistiche fondamentali.
Il principio di indeterminazione che in generale si scrive:
{\displaystyle \langle (\Delta A)^{2}\rangle \langle (\Delta B)^{2}\rangle \geq {\frac {1}{4}}|\langle [A,B]\rangle |^{2}}
per la posizione e l'impulso in una dimensione diventa:
{\displaystyle \Delta x\cdot \Delta p_{x}\geq {\frac {\hbar }{2}}}